# Lista reale sumerica

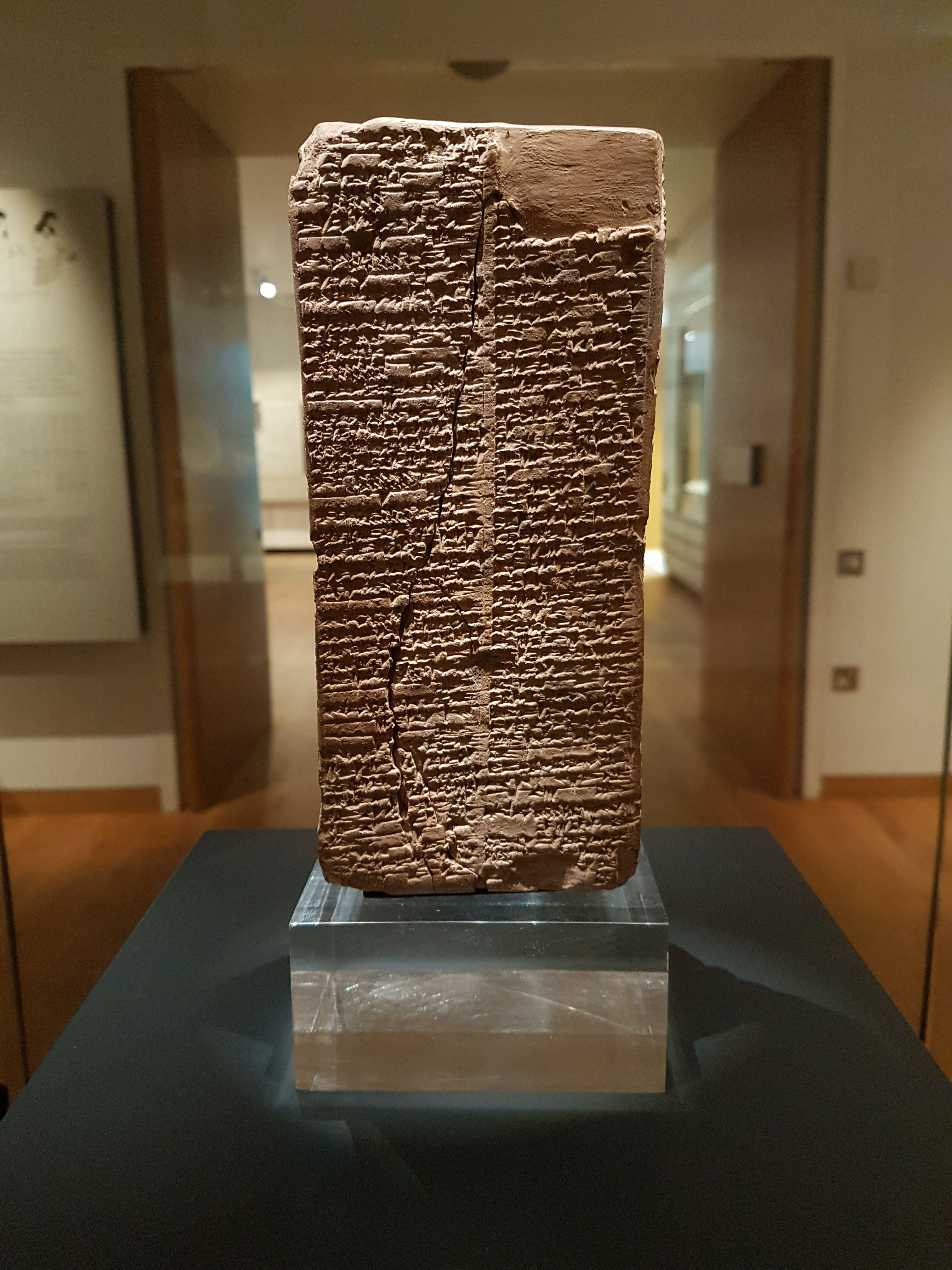
La lista reale sumerica presso l'Ashmolean Museum di Oxford

La Lista reale sumerica è un antico testo in lingua sumera che annota le varie dinastie dei re sumerici.
Sono conosciute sedici versioni di questo testo (indicate con sedici lettere dell'alfabeto inglese, da A a P), tutte scritte in sumero, anche se alcune mostrano una chiara influenza accadica. Il testo potrebbe essere stato composto verso la fine del III millennio a.C. (Terza dinastia di Ur) ed essere stato poi diverse volte rimaneggiato. Secondo altre interpretazioni, la Lista sarebbe il prodotto di un nuovo interesse storiografico tipico del Periodo di Isin-Larsa (inizi del II millennio a.C.) e sarebbe tesa a legittimare la regalità della Prima dinastia di Isin.
Esiste analoga documentazione per Babilonia (Lista reale babilonese) e per l'Assiria (Lista reale assira).

## Caratteristiche
Come altre liste reali, la lista registra le città e i nomi dei re e governanti che detennero il potere e la durata dei loro regni. I Sumeri credevano che la regalità fosse donata dagli dèi e che passasse da una città all'altra con le conquiste militari.
La lista mescola re antidiluviani, probabilmente mitici e con regni dalla durata lunghissima, con le più plausibili dinastie storiche.
Il primo re sulla lista di cui l'esistenza storica è stata attestata indipendentemente attraverso ritrovamenti archeologici è Enmebaragesi di Kish (ca. 2700 a.C.), il cui nome è citato anche nell'Epopea di Gilgameš. Sembra anche che lo stesso Gilgameš sia stato un re storico di Uruk. Stranamente assenti dalla lista sono i sacerdoti-re della dinastia di Lagash, conosciuti direttamente da iscrizioni del 2500 a.C. circa. Un altro antico re della lista, realmente esistito, è Lugalzagesi di Uruk del 2300 a.C., che conquistò la città di Lagash e fu poi sconfitto da Sargon di Akkad.
La lista accenna soltanto ad una donna re, Kug-Baba, la "donna custode della taverna", che da sola rappresenta la terza dinastia di Kish.
La lista risulta fondamentale, data la mancanza di altre fonti, per ricostruire la cronologia sumerica del III millennio a.C. Tuttavia, la presenza nella lista di dinastie che hanno probabilmente regnato contemporaneamente ma in città differenti e che invece nella lista vengono messe in sequenza, rende impossibile fidarsi completamente della cronologia che appare nella lista. Tenendo in considerazione questo, molte date sono state riviste negli ultimi anni e generalmente spostate molto più indietro, anche di un intero millennio.
Inoltre le incertezze presenti, soprattutto per quanto riguarda la durata del periodo dei Gutei, rende impossibile conoscere con esattezza le date degli eventi avvenuti nella Terza dinastia di Ur (ca. 2100 a.C.).
Alcune delle più antiche iscrizioni conosciute che contengono la lista dei re sono datate al III millennio a.C., come ad esempio il cosiddetto Prisma di Weld-Blundell, datato al 2170 a.C. Le posteriori liste dei re babilonesi e assiri, basate su esso, hanno preservato le parti più antiche della lista fino al III secolo a.C., quando Berosso diffuse la lista nel mondo ellenico. Durante il lungo periodo di tempo in questione, i nomi si sono inevitabilmente modificati e la versione greca di Berosso, una delle prime scoperta e studiata dai moderni accademici, utilizza traduzioni ormai molto lontane dall'originale, specialmente nei nomi dei re.
Alcuni autori hanno proposto di rileggere la durata dei regni dei re anti-diluviani in numeri più realistici, trasformando le date in sar (1 sar = 3600 anni) in semplici anni o decenni.
Un'ipotesi alternativa per le durate delle sovranità del periodo protodinastico è suffragata dal fatto che l'unità di misura sar era per la Mesopotamia in epoca remota principalmente, e soprattutto presso i Sumeri, una misurazione dell'area in particolare misurava una zona di 12 cubiti x 12 cubiti, circa 6 metri x 6 metri; i Sumeri, come le altre civiltà coeve, utilizzavano come orologi la proiezione dell'ombra ed il loro sistema operativo era di porre un elemento verticale (un obelisco o un manufatto simile) in uno spiazzo, al vertice d'una zona quadrata ben delimitata (vedi quadrante solare), appositamente congegnata e misurata in base all'altezza del manufatto verticale, dove poi venivano segnate a terra secondo uno schema preciso le suddivisioni del giorno diurno; si ipotizza quindi che scrivere di una sovranità durata un certo numero di zone quadrate equivalga a contare quanti spiazzi di un orologio ad ombra fossero stati completati, cioè quanti i giorni passati; in quest'ottica cifre calcolate in anni come 21'000 sarebbero commisurate a giorni e quindi 57 anni; tipicamente le cifre sono comprese tra 1 anno e 100 anni (per i Sumeri l'anno era di 354 giorni), e quindi più antropologicamente comprensibili; se si aggiunge che un orologio siffatto misura solo mezza giornata, potrebbe essere plausibile che il computo si dimezzi ulteriormente. Nei seguenti periodi dinastici,  distanti secoli dal protodinastico, la misurazione è poi stata variata o aggiustata a causa dell'evoluzione dei loro orologi che potevano segnare anche i mesi lunari dell'anno, che per i sumeri erano 12 (con cifre da 140 a 1200 più o meno il periodo lunare resta tra 1 e 100 anni), e poi evolvendo il computo del tempo nei secoli, fu portata ad annualità, sempre coerentemente con lo stesso range compreso nella lunghezza temporale di una vita umana.

## Lista

### Periodo protodinastico I
Re esistiti prima del diluvio universale, leggendari o anteriori al 2500 a.C. I loro regni sono misurati in sar, periodo che vale 3600 anni - è l'unità successiva dopo il numero 60 nel computo sumerico (3600 = 60x60) - e in ner, unità che vale 600.
Dopo che la regalità calò dal cielo, il regno ebbe dimora in Eridu. In Eridu, Alulim divenne re; regnò per 28.800 anni
- Alulim di Eridu: 8 sars (28.800 anni)
- Alalngar di Eridu: 10 sars (36.000 anni)
- En-Men-Lu-Ana di Bad-tibira: 12 sars (43.200 anni)
- En-Men-Ana[4][5]
- En-Men-Gal-Ana di Bad-tibira: 8 sars (28.800 anni)
- Dumuzi di Bad-tibira, il pastore: 10 sars (36.000 anni)
- En-Sipad-Zid-Ana di Larag: 8 sars (28.800 anni)
- En-Men-Dur-Ana di Zimbir: 5 sars e 5 ners (21.000 anni)
- Ubara-Tutu di Shuruppak: 5 sars e 1 ner (18.600 anni)
- Zin-Suddu[4]

### Periodo protodinastico II
Re mitologici o sovrani del XXVI secolo a.C. circa. Numerosi governanti, noti grazie a iscrizioni coeve, non rintracciabili nelle liste reali.
Dopo che il Diluvio spazzò via ogni cosa e la regalità fu discesa dal cielo, il regno ebbe dimora in Kish.

#### Prima dinastia di Kish
- Jushur di Kish: 1.200 anni
- Kullassina-bel di Kish: 960 anni
- Nangishlishma di Kish: 670 anni
- En-Tarah-Ana di Kish: 420 anni
- Babum di Kish: 300 anni
- Puannum di Kish: 840 anni
- Kalibum di Kish: 960 anni
- Kalumum di Kish: 840 anni
- Zuqaqip di Kish: 900 anni
- Atab di Kish: 600 anni
- Mashda di Kish: 840 anni
- Arwium di Kish: 720 anni
- Etana di Kish (3000 a.C. circa), il pastore, che ascese al cielo e consolidò tutte le contrade straniere: 1.500 anni
- Balih di Kish: 400 anni
- En-Me-Nuna di Kish: 660 anni
- Melem-Kish di Kish: 900 anni
- Barsal-Nuna di Kish: 1.200 anni
- Zamug di Kish: 140 anni
- Tizqar di Kish: 305 anni
- Ilku di Kish: 900 anni (Il primo re sulla lista di cui l'esistenza storica è stata attestata indipendentemente attraverso ritrovamenti archeologici.)
- Iltasadum di Kish: 1.200 anni
- Enmebaragesi di Kish (morto verso il 2680 a.C.), che conquistò Elam: 900 anni
- Agga di Kish: 625 anni

Quindi Kish fu distrutta e la monarchia fu assunta da E-ana.

#### Prima dinastia di Uruk
- Meskiaggasher di E-ana, figlio di Utu: 324 anni. Mesh-ki-ang-gasher andò in mare e sparì.
- Enmerkar (2800 a.C. circa), che edificò Unug: 420 anni
- Lugalbanda di Unug, il pastore: 1200 anni
- Dumuzi di Unug, il pescatore: 100 anni. Catturò En-Me-Barage-Si di Kish.
- Gilgameš, il cui padre fu un "fantasma", signore di Kulaba: 126 anni.
- Ur-Nungal di Unug: 30 anni
- Udul-Kalama di Unug: 15 anni
- La-Ba'shum di Unug: 9 anni
- En-Nun-Tarah-Ana di Unug: 8 anni
- Mesh-He di Unug: 36 anni
- Melem-Ana di Unug: 6 anni
- Lugal-Kitun di Unug: 36 anni

Quindi Unug [Uruk] fu sconfitta e la regalità fu assunta da Urim [Ur].

#### Prima dinastia di Ur
ca. XXV secolo a.C.
- Puabi
- Mesh-Ane-Pada di Urim: 80 anni
- Mesh-Ki-Ang-Nanna di Urim: 36 anni
- Elulu di Urim: 25 anni
- Balulu di Urim: 36 anni

Quindi Urim fu sconfitto e la regalità fu assunta da Awan.

### Periodo protodinastico III
[La I dinastia di Lagash non è menzionata nella lista dei re, sebbene sia ben nota grazie alle iscrizioni].

#### Awan
- Tre sovrani di Awan, che governarono per un totale di 356 anni.

Quindi Awan fu sconfitta e la regalità fu assunta da Kish.

#### Seconda dinastia di Kish
- Susuda di Kish: 201 anni
- Dadasig di Kish: 81 anni
- Mamagal di Kish, il battelliere: 360 anni
- Kalbum di Kish: 195 anni
- Tuge di Kish: 360 anni
- Men-Nuna di Kish: 180 anni
- farű urüķ di Kish: 290 anni
- Lugalngu di Kish: 360 anni

Quindi Kish fu sconfitta e la regalità fu assunta da Hamazi.

#### Hamazi
- Hadanish di Hamazi: 360 anni

Quindi Hamazi fu sconfitta e la regalità fu assunta da Unug.

#### Seconda dinastia di Uruk
- En-Shakansha-Ana di Unug: 60 anni
- Lugal-Ure (or Lugal-Kinishe-Dudu) di Unug: 120 anni
- Argandea di Unug: 7 anni

Quindi Unug fu sconfitta e la regalità fu assunta da Urim.

#### Seconda dinastia di Ur
- Nani di Urim: 120 anni
- Mesh-Ki-Ang-Nanna di Urim: 48 anni
- ? di Urim: 2 anni

Quindi Urim fu sconfitta e la regalità fu assunta da Adab.

#### Adab
- Lugal-Ane-Mundu di Adab: 90 anni

Quindi Adab fu sconfitta e la regalità fu assunta da Mari.

#### Mari
- Anbu di Mari: 30 anni
- Anba di Mari: 17 anni
- Bazi di Mari: 30 anni
- Zizi di Mari: 20 anni
- Limer di Mari, il sacerdote gudu: 30 anni
- Sharrum-Iter di Mari: 9 anni

Quindi Mari fu sconfitta e la regalità fu assunta da Kish.

#### Terza dinastia di Kish
- Kug-Baba di Kish (2480 a.C. circa), la donna custode della taverna, che rese solide le fondamenta di Kish: 100 anni

(la sola donna nella Lista dei Re)
Quindi Kish fu sconfitta e la regalità fu assunta da Akshak.

#### Akshak
- Unzi di Akshak: 30 anni
- Undalulu di Akshak: 6 anni
- Urur di Akshak: 6 anni
- Puzur-Nirah di Akshak: 20 anni
- Ishu-Il di Akshak: 24 anni
- Shu-Sin di Akshak 7 anni

Quindi Akshak fu sconfitta e la regalità fu assunta da Kish.

#### Quarta dinastia di Kish
- Puzur-Sin di Kish: 25 anni
- Ur-Zababa di Kish: 400 (6?) anni
- Zimudar di Kish: 30 anni
- Ussi-Watar di Kish: 7 anni
- Eshtar-Muti di Kish: 11 anni
- Ishme-Shamash di Kish: 11 anni
- Shu-Ilishu di Kish: 15 anni
- Nanniya di Kish, il gioielliere: 7 anni.

Quindi Kish fu sconfitta e la regalità fu assunta da Unug.

#### Terza dinastia di Uruk
- Lugal-Zage-Si di Unug: 25 anni

(2359 a.C.–2335 a.C.) sconfisse Lagash.

### Akkad
- Sargon (dal 2334 a.C. al 2279 a.C.), il cui padre fu un giardiniere, il coppiere di Ur-Zababa, il re (primo imperatore) di Agade, che costruì Agade: 56 anni
- Rimush, il più giovane figlio di Sargon: 9 anni
- Manishtushu, il più vecchio figlio di Sargon: 15 anni
- Naram-Sin, figlio di Manishtushu: 56 anni
- Shar-kali-sharri, figlio di Naram-Sin: 25 anni

Quindi chi era re? Chi non era re?
- Igigi, Imi, Nanum, Ilulu: quattro di questi regnarono solo 3 anni
- Dudu: 21 anni
- Shu-durul, figlio di Dudu: 15 anni

Quindi Agade fu sconfitta e la regalità fu assunta da Unug.

#### Quarta dinastia di Uruk
(Probabilmente governanti della bassa Mesopotamia contemporanei alla dinastia di Akkad)
- Ur-Ningin di Unug: 7 anni
- Ur-Gigir di Unug: 6 anni
- Kuda di Unug: 6 anni
- Puzur-Ili di Unug: 5 anni
- Ur-Utu (o Lugal-Melem) di Unug: 25 anni

Unug fu sconfitto e la regalità fu assunta dall'esercito dei Gutei.

### Periodo dei Gutei
Nell'esercito dei Gutei, all'inizio non c'era nessun re famoso; avevano i loro propri re e dominarono così per tre anni
- Inkishush di Gutium: 6 anni
- Zarlagab di Gutium: 6 anni
- Shulme (o Yarlagash) di Gutium: 6 anni
- Silulumesh (o Silulu) di Gutium: 6 anni
- Inimabakesh (o Duga) di Gutium: 5 anni
- Igeshaush (o Ilu-An) di Gutium: 6 anni
- Yarlagab di Gutium: 3 anni
- Ibate di Gutium: 3 anni
- Yarla di Gutium: 3 anni
- Kurum di Gutium: 1 anno
- Apil-Kin di Gutium: 3 anni
- La-Erabum di Gutium: 2 anni
- Irarum di Gutium: 2 anni
- Ibranum di Gutium: 1 anno
- Hablum di Gutium: 2 anni
- Puzur-Sin di Gutium: 7 anni
- Yarlaganda di Gutium: 7 anni
- ? di Gutium: 7 anni
- Tirigan di Gutium: 40 giorni

#### Quinta dinastia di Uruk
- Utukhegal di Uruk: date contraddittorie (427 anni / 26 anni / 7 anni)

scaccia i Gutei.

### Terza dinastia di Ur
- Ur-Nammu di Urim: 18 anni  ca. 2065 a.C.–2047 a.C.
- Shulgi: 48 anni  ca. 2047 a.C.–1999 a.C.
- Amar-Sin di Urim: 9 anni
- Shu-Sin di Urim: 9 anni
- Ibbi-Sin di Urim: 24 anni

Quindi Urim fu sconfitto. La regalità fu assunta da Isin.

#### Prima dinastia di Isin
Stati amorrei indipendenti nella bassa Mesopotamia. La dinastia si concluse nel 1730 a.C. circa.
- Ishbi-Erra di Isin: 33 anni
- Shu-Ilishu di Isin: 20 anni
- Iddin-Dagān  di Isin: 20 anni
- Ishme-Dagan di Isin: 20 anni
- Lipit-Ishtar di Isin 11 anni
- Ur-Ninurta di Isin (il figlio di Ishkur, dovrebbe aver avuto anni di abbondanza, un buon regno e una vita piacevole): 28 anni
- Bur-Sin di Isin: 5 anni
- Lipit-Enlil di Isin: 5 anni
- Erra-Imittī di Isin: 8 anni
- Enlil-bani di Isin: 24 anni (il giardiniere del re, per la celebrazione del Nuovo Anno, era nominato "re per un giorno" quindi sacrificato, il re morì durante la celebrazione. Enlil-Bani rimase sul trono.)
- Zambiya di Isin: 3 anni
- Iter-pisha di Isin: 4 anni
- Ur-du-kuga  di Isin: 4 anni
- Suen-magir di Isin: 11 anni
- Damiq-ilishu di Isin: 23 anni

Ci sono 11 città, città in cui la regalità fu esercitata. Un totale di 134 re, che in totale governarono per 28876 + X anni.